# Six fois deux / Sur et sous la communication
Pour plus de détails, voir Fiche technique et Distribution.
Six fois deux / Sur et sous la communication est une série de films réalisés par Jean-Luc Godard et Anne-Marie Miéville pour la télévision en 1976. La série a été diffusée le dimanche soir sur FR3 à 20 h 30 durant l'été 1976.

## Fiche technique
- Photographie : Dominique Chapuis, William Lubtchansky
- Vidéo : Gérard Teissèdre
- Montage : Jean-Luc Godard et Anne-Marie Miéville
- Production : Michel Raux et Stéphane Tchalgadjieff
- Langue : français
- Début de date de diffusion : 25 juillet 1976

## Épisodes
Le générique de début et de fin montre une main opérant sur une console de lecteur vidéo professionnel. La graphie du titre de cette série qui apparaît à l'écran est 6 fois 2 émissions télévision cinéma.
Chacun des six épisodes divisé en deux parties (a et b) était diffusé en une seule soirée.
- 1a : Y’a personne, suivi de Y'a personne et puis soudain y'a quelqu'un (58 min)

Godard, hors-champs, s'entretient dans le bureau de la production, avec des femmes et des hommes — un jeune soudeur, une femme de ménage (Jeanne), une secrétaire de direction, un cadre commercial... —, tous au chômage, envoyés par l'ANPE de la ville de Grenoble. Ils sont là car ils ont répondu à une annonce déposée par la production du film qui souhaite les payer pour ce qu'ils pourraient dire à propos de leur situation. La séquence se termine avec Jeanne chantant l'Internationale et le jeune soudeur lisant un texte de sa composition, condamnant entre autres la discrimination à l'embauche.
- 1b : Louison (42 min)

Au milieu des champs, Louison, agriculteur-exploitant depuis vingt-trois ans, face à la caméra et devant son tracteur, parle de son métier, des conditions climatiques (la sécheresse), de ses gestes au quotidien produits lors d'une journée type, de son rapport à la banque, au monde extérieur, du poids du système économique, et du fait que, selon lui, la terre, personne ne devrait en être propriétaire. Si la terre qu'il travaille et qu'il ne possède pas était vendue, il se retrouverait au chômage : mais son statut, son quotidien, est ni celui d'un ouvrier d'usine, ni d'un entrepreneur.
- 2a : Leçons de choses (52 min)

Deux tasses à café, des paquets de cigarettes, les mains et les voix de Paulo et de Godard : on entend leur discussion portant sur des images et des mots pour qualifier ce qu'ils voient ; les deux hommes ne sont pas d'accord sur la façon de nommer. On pourrait faire autrement dit Paulo. Un lit c'est une table, un bébé c'est un prisonnier politique, une chaîne de production avec des ouvriers c'est un film porno, etc.
- 2b : Jean-Luc (48 min)

Face caméra, Godard discute avec un journaliste de Libération (hors-champ, de dos) à propos du travail, du cinéma, de la télévision. Des textes défilent sur l'écran. Peu à peu, Godard tente d'expliquer ce qu'il cherche à dire en réalisant cette série et d'en définir les limites.
- 3a : Photos et Cie (45 min)

Réflexion(s) sur le travail de photo-reporter : arrêt sur la photographie Mort à Dacca de Horst Faas et Michel Laurent, analyse de plusieurs types d'images insérées dans des magazines, retour sur une image culte (Che Guevara), un discours de Georges Marchais, les jeux olympiques, un entretien avec Don McCullin...
- 3b : Marcel (55 min)

Horloger de profession, Marcel a un passe-temps : cinéaste-amateur en format Super 8. Godard lui demande de parler de cette activité, de cette autre forme de travail ; il nous montre des extraits de sa production, on le voit en train de monter ses séquences, de tourner.
- 4a : Pas d’histoires (57 min)
- 4b : Nanas (43 min)
- 5a : Nous trois (52 min)
- 5b : René(e)s (53 min) avec René Thom à propos de sa théorie des catastrophes.
- 6a : Avant et après (55 min)
- 6b : Jacqueline et Ludovic (50 min)

Un entretien avec Claude-Jean Philippe de 17 min était prévu mais ne fut pas diffusé.